# Sadi Carnot (physicien)
Vous lisez un « article de qualité » labellisé en 2007.
Pour les articles homonymes, voir Carnot et Sadi Carnot.
Pour les autres membres de la famille, voir Famille Carnot.
Nicolas Léonard Sadi Carnot est un physicien et ingénieur français né le 1er juin 1796 à Paris et mort le 24 août 1832 à Ivry-sur-Seine.
Durant sa courte carrière (il meurt du choléra à l’âge de 36 ans), Sadi Carnot ne publie qu’un seul livre (comme Copernic) : Réflexions sur la puissance motrice du feu et sur les machines propres à développer cette puissance, en 1824, dans lequel il exprime, à l’âge de 27 ans, ce qui s’avérera être le travail de sa vie et un livre important dans l’histoire de la physique.
Dans cet ouvrage il pose les bases d’une discipline entièrement nouvelle, la thermodynamique. À l’époque d’ailleurs, le terme n’existe pas encore, c’est William Thomson qui l’inventera au milieu du XIXe siècle. Pourtant, c’est bien Sadi Carnot, malgré l’imprécision de certains de ses concepts (son acceptation de la théorie du calorique et de l’axiome de la conservation de la chaleur), qui a découvert cette science aussi fondamentale du point de vue théorique que féconde en applications pratiques.
Sadi Carnot formule l’exposé raisonné du moteur thermique et les principes de base selon lesquels toute centrale énergétique, tout moteur à explosion ou à réaction est aujourd’hui conçu. Plus remarquable, cette genèse se fait alors qu’aucun prédécesseur n’a encore défini la nature et l’étendue du sujet. En s’appuyant sur des préoccupations purement techniciennes, comme l’amélioration des performances de la machine à vapeur, le cheminement intellectuel de Sadi Carnot est original et annonce des évolutions importantes qui interviendront à cette époque charnière pour la science moderne.

## Origines

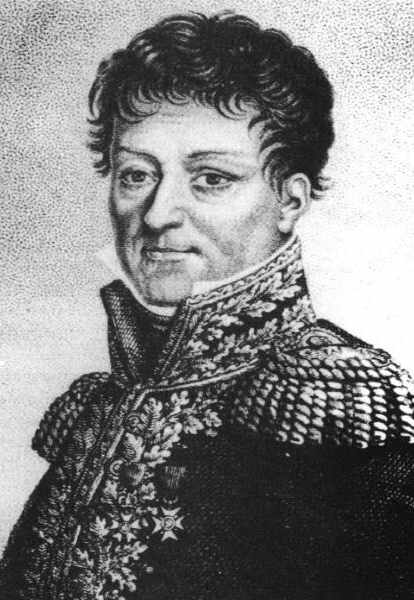
Lazare Carnot, son père.

Fils aîné de Lazare Carnot (1753-1823), dit « le Grand Carnot » ou « l'organisateur de la Victoire », Sadi Carnot naît à Paris, au palais du Petit-Luxembourg, où son père, l’un des cinq directeurs exécutifs de la République, a ses appartements de fonction. Son prénom lui vient du nom du poète persan Saadi de Shiraz, très admiré de son père.
Au moment de la naissance de Sadi, Lazare Carnot est au faîte de sa carrière. Mathématicien et ingénieur, élève de Gaspard Monge, auteur d’un Essai sur les machines en général (1783), Lazare Carnot est également soldat, meneur d’hommes et révolutionnaire. Il est élu à l’Assemblée constituante de 1789 puis à la Convention, et vote la mort du roi Louis XVI. Pendant les guerres de la Révolution française, au sein du Comité de salut public, il acquiert son surnom d'« organisateur de la Victoire ». Après avoir été membre du Directoire, il est ministre de la Guerre de Napoléon Bonaparte pendant six mois en 1800 puis ministre de l’intérieur lors des Cent-Jours, en 1815. En octobre de la même année, après la défaite de Napoléon, il est exilé en tant que régicide. Il vit en Belgique, puis en Pologne et en Allemagne, où il meurt, sans jamais rentrer en France.
Sa mère, Sophie Dupont (1764-1813), est issue d’une famille aisée de Saint-Omer.
Sadi Carnot a un frère cadet, Hippolyte Carnot (1801-1888), qui mènera une carrière politique : député de 1839 à 1848, ministre de l’Instruction en 1848, il refusera de soutenir le Second Empire et redeviendra député sous la Troisième République, puis sera élu sénateur inamovible en 1875 ainsi que membre de l’Académie des sciences morales et politiques en 1887. Sadi Carnot est l’oncle de Marie François Sadi Carnot (également couramment appelé Sadi Carnot), fils d'Hyppolyte, élu président de la République française en 1887 et assassiné en 1894 par l’anarchiste Sante Geronimo Caserio.
Sadi Carnot ne se s'est jamais marié et n’a pas eu de descendance.

## Formation

### Jeunes années
À la suite du coup d’État du 4 septembre 1797, Lazare Carnot doit s’expatrier, une situation qui dure jusqu’en janvier 1800, lorsqu’il est gracié par Bonaparte ; durant cette période, Sadi Carnot vit avec sa mère dans la maison familiale de Saint-Omer. En août 1807, Lazare Carnot, rendu à la vie privée par la suppression du Tribunat, décide de s’occuper lui-même de l’éducation de ses deux fils, leur enseignant les mathématiques, les sciences, les langues et la musique.
En 1811, Sadi Carnot entre au lycée Charlemagne, dans la classe préparatoire de Pierre-Louis Marie Bourdon, pour préparer le concours de l’École polytechnique. Ayant atteint le 1er juin 1812 l’âge minimum requis de 16 ans, Sadi Carnot peut en août suivant se présenter au concours, où il est reçu 24e sur 179 et incorporé dans la seconde division le 2 novembre.

### Polytechnicien

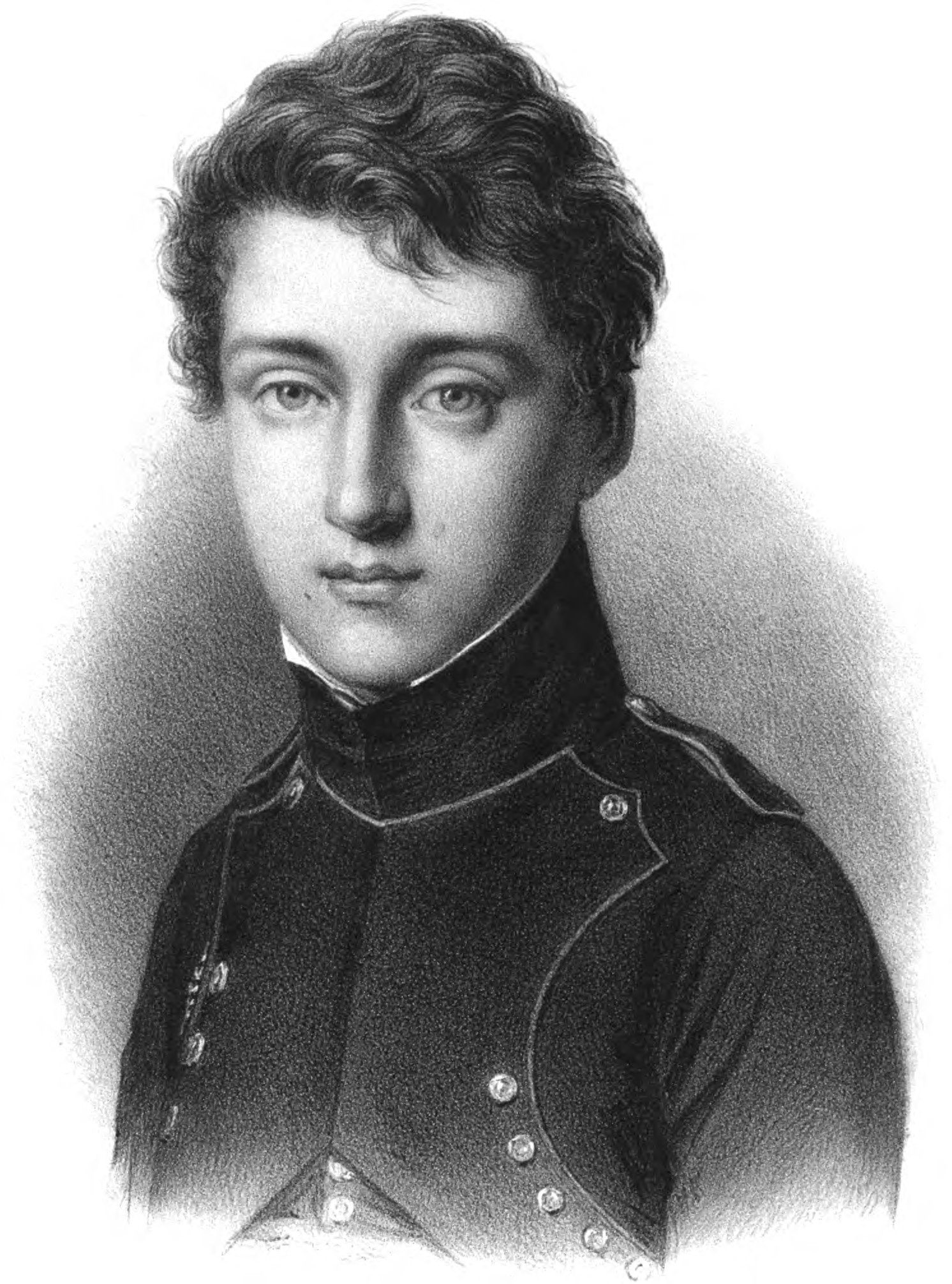
Sadi Carnot en uniforme de polytechnicien. Gravure d'après Boilly parue dans la réédition des Réflexions en 1878, et souvent reproduite.

En 1812-1813, les cours fonctionnent normalement malgré les revers subis par les armées impériales. Ses professeurs s’appellent Reynaud pour l’analyse, Poisson pour la mécanique, Hachette pour la géométrie descriptive, Louis Jacques Thénard pour la chimie générale et appliquée, Jean-Henri Hassenfratz pour la physique et François Arago pour le calcul infinitésimal et la théorie des machines. Au cours de cette première année, il a également pour répétiteur des hommes tels qu'Alexis Petit pour la physique ou Pierre Louis Dulong pour la chimie dont il utilisera ultérieurement les travaux. Il semble même qu’on ait songé à le faire passer immédiatement dans la section d’artillerie de l’École de Metz en octobre 1813, mais qu'on l'ait finalement considéré comme trop jeune.
La seconde année se révèle moins fructueuse sur le plan de l’enseignement. Fin janvier 1814, l’intégration des élèves dans trois compagnies du corps d’artillerie de la garde nationale interrompt progressivement la marche de l’enseignement. Les 29 et 30 mars 1814, Sadi Carnot, qui est l’un des six caporaux de la compagnie, combat avec le bataillon des polytechniciens et essuie le feu lors d’une escarmouche sans gravité, dans la défense du fort de Vincennes contre les alliés ; c'est sans doute sa seule expérience de bataille. Les cours reprennent le 18 avril mais Sadi ne rentre que le 12 mai. Le 12 octobre 1814, il est déclaré admissible dans les services publics, 10e de la liste générale des 65 élèves qui demeurent dans sa promotion. Il est classé 5e de la liste particulière des dix élèves admis dans le génie militaire comme élèves sous-lieutenants à l’École d'application de l'artillerie et du génie de Metz. Ainsi s’achève une période-clé dans sa formation, à laquelle il fera référence lors de la publication des Réflexions en signant son œuvre « Sadi Carnot, ancien élève de l’école polytechnique »

### École de Metz
Sadi Carnot reçoit son brevet d’élève-officier du génie le 1er octobre 1814 et entre à l’École de Metz dans les derniers jours de 1814 à l’issue d’une permission de détente. Il suit dans cette prestigieuse école d’application, héritière de l’École royale du génie de Mézières, les cours de mathématiques appliquées et de physique de François-Marie Dubuat et de Jacques Frédéric Français, ceux de Chevreuse pour la chimie appliquée aux arts militaires et la pyrotechnie. Son brevet de lieutenant en second au 2e régiment de sapeur, marquant sa sortie de l’école et son entrée véritable dans la carrière militaire, est daté du 2 avril 1817. Selon la tradition, il bénéficie immédiatement d’un congé de trois mois qu’il prolonge jusqu’au 15 octobre 1817 et dont il passe sans doute la majeure partie dans la maison familiale de Nolay auprès de son oncle, le lieutenant général du génie Carnot de Feulins.

## Carrière militaire

### Premières affectations

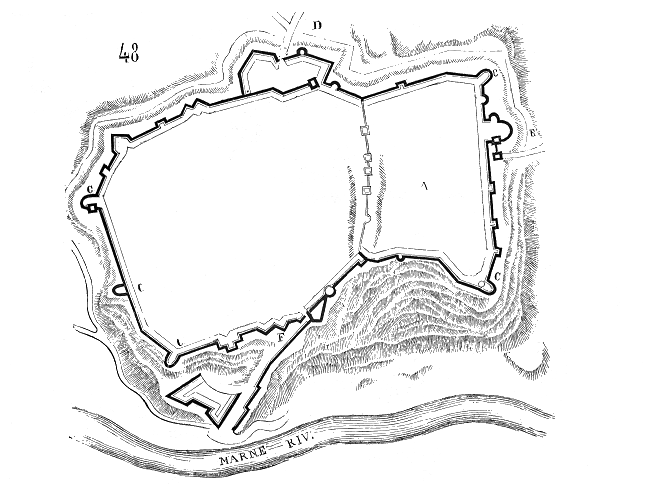
Plan des fortifications de Langres.

Avec l’avènement de la paix en 1815, il se retrouve astreint à l'existence routinière de la garnison, avec peu de perspectives. En tant que fils d’un chef républicain exilé, il est considéré comme peu sûr ; aussi s’arrange-t-on pour que son lieu d’affectation soit éloigné de Paris.
Sadi Carnot est muté régulièrement, il inspecte des fortifications, trace des plans et rédige de nombreux rapports. Mais ses recommandations sont, semble-t-il, ignorées ; sa carrière est en stagnation.
L’ordonnance du 6 mai 1818 porte formation d’un corps royal d’état-major et d’une école d’application pour le service de l’état-major général de l’armée. Le 15 septembre 1818, Sadi Carnot bénéficie d’un congé de six mois pour préparer l’examen d’entrée à Paris.

### Installation à Paris
Par ordonnance du 20 janvier 1819, il est admis à l’état-major de Paris, avec le grade de lieutenant et placé en disponibilité ; il perçoit les deux tiers de la solde brute au titre de travailleur scientifique. Logeant près de chez son oncle Joseph dans un petit appartement du quartier populaire du Marais qu’il occupera jusque vers le milieu de 1831, Sadi Carnot suit des cours à la Sorbonne et au Collège de France mais pas à l’École des mines, pour laquelle il faut une autorisation de l’administration supérieure qu’il n’a jamais sollicitée, et où il aurait pu faire la connaissance du jeune Émile Clapeyron. Il est élève au Conservatoire national des arts et métiers où Clément-Desormes dispense un cours de chimie appliquée aux arts et Jean-Baptiste Say un cours d’économie industrielle. Il fréquente aussi le Jardin des plantes et la Bibliothèque du roi mais aussi le musée du Louvre et le Théâtre italien de Paris. Sadi Carnot s’intéresse aux problèmes industriels, visite des ateliers et des usines, étudie la théorie des gaz et les dernières théories d’économie politique. Il laisse des propositions détaillées sur les problèmes courants comme les taxes mais les mathématiques et les arts le passionnent.

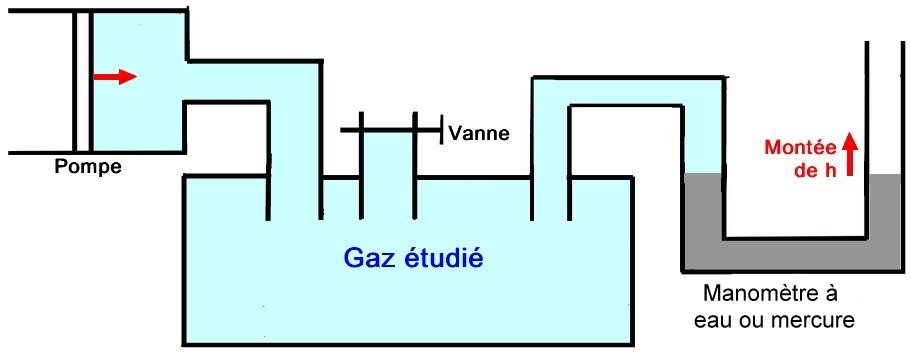
Schéma de l’expérience de Clément-Desormes.

Les membres du cercle qu’il fréquente sont de tendances radicale et républicaine et ses amis les plus proches sont Nicholas Clément et Charles Desormes, hommes de science et chimistes industriels, rédacteurs d’un Mémoire sur la théorie des machines à feu et seuls physiciens avec lesquels il prend réellement contact avant de rédiger les Réflexions.
Durant l’été 1820 Sadi revoit son frère Hippolyte, venu passer quelques jours en France et qui vit avec son père. Le 23 juin 1821, le ministère de la Guerre lui accorde un congé sans solde pour qu’il puisse rendre visite à son père exilé à Magdebourg. C’est là qu’avec son père, il commence à s’intéresser aux machines à vapeur, puisque c’est à Magdebourg trois ans plus tôt qu’avait été construite la première machine. Dès son retour à Paris, il entame une réflexion sur ce qui deviendra la thermodynamique. Ses premiers travaux importants datent des années 1822-1823. À la mort de son père, en août 1823, son frère Hippolyte rentre à Paris et l’aide à rédiger ses écrits « afin de s’assurer qu’ils seraient compris par des personnes vouées à d’autres études ». Depuis sa mise en disponibilité, Sadi s’est tenu à l’écart des courants politiques qui attirent la jeunesse libérale, il ne semble pas non plus attiré par les groupements scientifiques organisés telle la Société philomathique de Paris dont les membres nourrissent l’ambition d’accéder à l’Académie des Sciences. Il participe cependant à une réunion Polytechnique - industriels où il semble qu’il ait fait un exposé sur une formule propre à représenter la puissance motrice de la vapeur d’eau.

### Fin de la disponibilité
En octobre 1824, le lieutenant d’état-major se réveille en Sadi qui réalise un travail topographique sur la route de Coulommiers à Couilly-Pont-aux-Dames. En 1825, il fait un travail analogue sur la route de Villeparisis au bac de Gournay-sur-Marne. Le 10 décembre 1826 est signée l’ordonnance portant organisation du corps royal d’état-major et le 31 décembre, Sadi est détaché à la suite du 7e régiment d'infanterie en garnison à Thionville. « Engagé dans des affaires d’intérêt que je ne pourrais pas abandonner subitement sans pertes très sensibles pour moi », Sadi obtient un congé de trois mois à demi-solde. Le 6 mars 1827, il réitère sa demande, faisant valoir son peu d’aptitude au service dans l’infanterie et obtient sa réintégration dans le génie à compter du 25 mars 1827 et son maintien en congé, cette fois sans solde, jusqu’au 15 septembre 1827. Après une réorganisation de l’état-major, il est envoyé à Auxonne qui est une ancienne place forte de Côte-d’Or. Le 27 septembre 1827, il est promu au grade de capitaine en second du génie.

### Démission
Le 21 avril 1828, Sadi propose sa démission de l’armée « pour la gestion de mes affaires personnelles et particulièrement pour les soins à donner à un procès dans lequel je suis intéressé [et dont] je suis loin d’apercevoir le terme […] me voyant par ma position hors d’état d’exercer aujourd’hui mes fonctions sans compromettre ce que je possède ». Le 19 mai 1828, le ministère de la Guerre accepte sa démission : depuis sa sortie de l’École de Metz, Sadi Carnot a à peine effectué quinze mois de service militaire actif, y compris les levés topographiques. Quant au procès dans lequel il semble impliqué, il est difficile d’en savoir plus même si son livret d’adresse mentionne le nom de Giraudeau, qui tenait un cabinet d’affaires contentieuses rue Sainte-Anne. Bien que n’ayant pas atteint le statut de demi-solde, Sadi peut maintenant rejoindre Paris et se consacrer à une vie d’études et de recherches personnelles.

## Dernières années

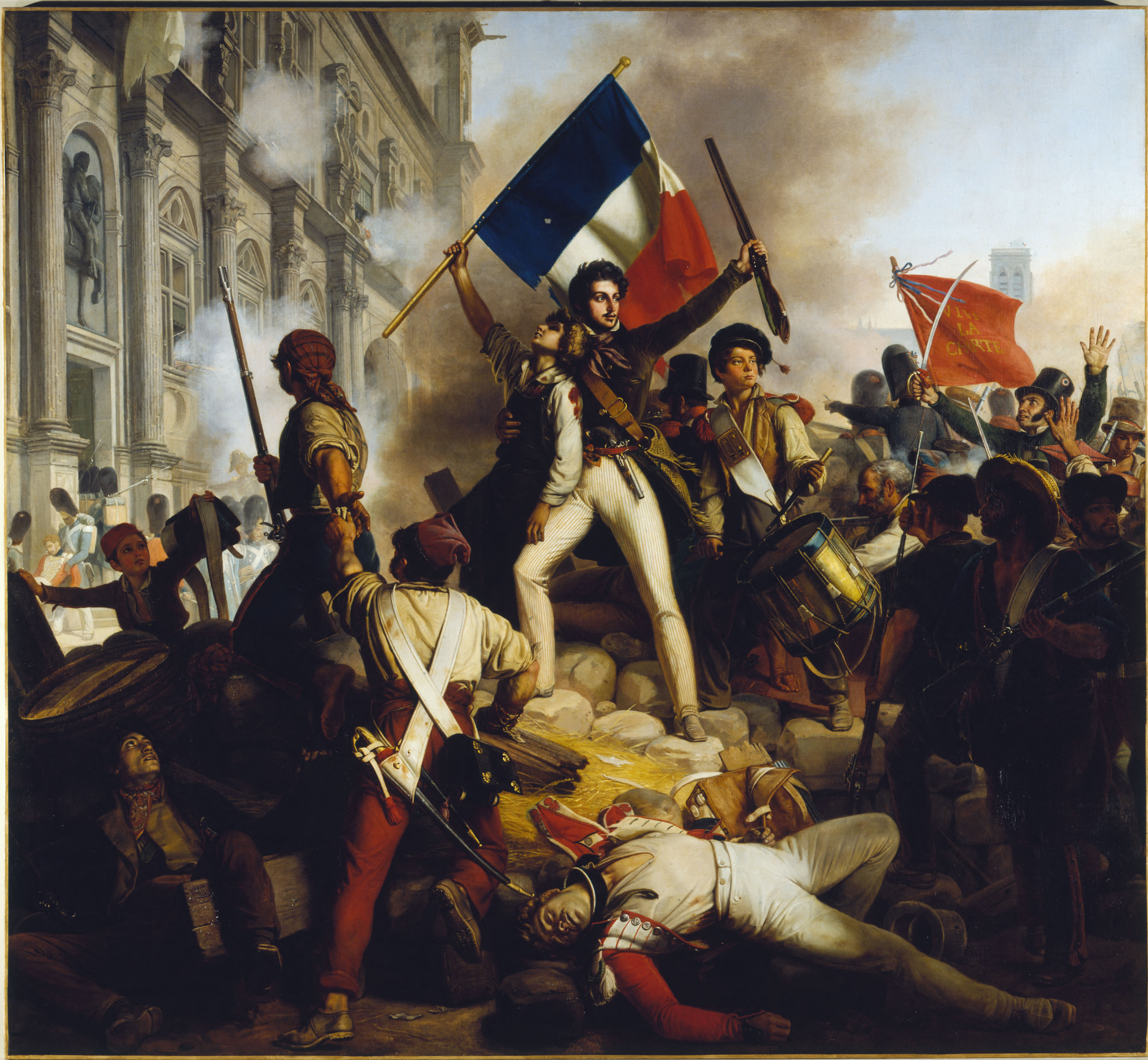
Combat devant l’Hôtel de ville de Paris le 28 juillet 1830, huile sur toile de Jean-Victor Schnetz.

Le grand-père maternel Dupont, parrain de Sadi, avait laissé à sa mort en 1807 près d’un million de francs-or dont Lazare Carnot avait touché le tiers. La part d’héritage de Sadi lui permet de mener l’existence tranquille d’un modeste rentier mais cette vie exempte de fougue et de dynamisme lui est sans doute rendue nécessaire par un mauvais état de santé. Interrogé sur sa profession par le bibliothécaire Ambroise Fourcy pour son Histoire de l’École polytechnique, Sadi Carnot se déclare « constructeur de machines à vapeur ». Pourtant, son nom ne figure dans aucune liste de fabricants telle celle publiée chaque année dans l’Almanach Bottin. Avait-il l’intention d’embrasser cette profession, jouait-il un rôle d’ingénieur conseil, avait-il prêté de l’argent à un fabricant ou s’agit-il d’une simple boutade ? Il faut aussi noter que Sadi Carnot ne déposa jamais aucun brevet et qu’il ne brigua ni chaire ni poste d’examinateur à l’École centrale des arts et manufactures créée en 1829 et chargée de former des ingénieurs pour l’industrie privée. Le 17 août 1830 est créée l’Association polytechnique qui regroupe d’anciens élèves de l’École et à laquelle Sadi Carnot adhère immédiatement.
L’ordonnance du 10 février 1831 prévoit la création d’une compagnie de canonniers dans chaque arrondissement et « au terme de mesquines tracasseries à l’occasion fort insignifiantes », Sadi est admis dans la 8e compagnie d’artillerie avec tout au plus le grade de sous-officier ou de caporal.
En août 1831, la parution de deux mémoires de Pierre Louis Dulong l’incite à reprendre ses travaux sur les propriétés physiques des gaz. Cette même année, il a un accès de fièvre scarlatine et tombe gravement malade, avec des crises de délire pendant un certain temps. En avril 1832, la Revue encyclopédique rend compte des travaux du baron Blein dans un article signé S. C., vraisemblablement Sadi Carnot. Le portrait que l'artiste Despoix dessine de Sadi à cette époque montre le visage d’un homme fatigué, au regard inquiet, dont l’équilibre mental ne paraît plus assuré.
Son état de santé l’empêche de venir à la séance de l’Association polytechnique du 20 juin 1832 et Hippolyte note dans sa notice bibliographique que « l’application excessive à laquelle il se livrait le rendit malade vers la fin de juin 1832 ». Le 3 août, il est admis à la maison de santé du médecin aliéniste Jean-Étienne Esquirol, située au 7, rue de Seine (aujourd'hui rue Lénine), où celui-ci diagnostique la manie c’est-à-dire le délire généralisé avec excitation.
Sadi Carnot succombe à la deuxième pandémie de choléra, alors qu'il y est hospitalisé. Le registre de la maison de santé d’Ivry indique « guéri de sa manie, mort le 24 août 1832 choléra ». Le décès est déclaré le jour même à la mairie d’Ivry par l’économe de la maison de santé et, semble-t-il de manière à éviter toute allusion à celle-ci, comme s’il avait reçu des instructions d’Hippolyte. Ce dernier devait également déclarer le décès à la mairie du 12e arrondissement. Les obsèques civiles sont célébrées dans des conditions proches de l’anonymat. Il est enterré dans le 2ème division du cimetière ancien d'Ivry-sur-Seine. Après sa mort, ses effets personnels (comprenant ses archives) furent brûlés pour prévenir la propagation de la maladie.

## Réflexions sur la puissance motrice du feu

### Contexte technico-scientifique
Pour comprendre le livre de Sadi Carnot et apprécier l’originalité de l’œuvre, il est nécessaire de préciser la situation des sciences et techniques dans le domaine considéré au cours de la deuxième décennie du XIXe siècle.

#### Science de la chaleur, entre chimie et météorologie
Quand le jeune Sadi Carnot entra à l’École polytechnique, la seule science bien établie, fondée sur les mathématiques, était la mécanique. La chimie, l’électricité, le magnétisme, la chaleur faisaient des progrès rapides mais n’avaient pas atteint le stade de l’abstraction mathématique.
La science de la chaleur avait été rendue possible par l’invention du thermomètre au XVIIe siècle (notamment celui de Santorio) mais restait une préoccupation de chimistes et de médecins. Ils avaient émis l’axiome de conservation de la chaleur qu’ils concevaient alors comme une substance : le « calorique ».
Les travaux de Benjamin Thompson (Lord Rumford), Pierre-Simon de Laplace, Jean-Baptiste Biot, Siméon Denis Poisson et Joseph Fourier permirent aux mathématiciens et physiciens de s’intéresser à leur tour à la chaleur avec en particulier les études sur le transfert de chaleur.
Parallèlement, les météorologistes acquéraient une meilleure compréhension du rôle de la chaleur dans le système des vents ou des courants océaniques, chaleur qui était un peu considérée comme la grande force motrice du monde. Le réchauffement et le refroidissement adiabatique de l’air étaient notamment invoqués pour expliquer des observations de terrain comme la stabilité des champs de neige à l’équateur.

#### Développement de la machine à vapeur auXVIIIesiècle

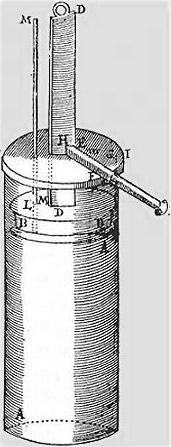
Première machine à vapeur à piston, Denis Papin, 1690.

##### Machines monocylindres
Les premières machines à vapeur d’application pratique étaient apparues au début du XVIIIe siècle et fonctionnaient de la manière suivante : la vapeur était utilisée pour chasser l’air hors d’un cylindre, puis celui-ci était refroidi de sorte que la vapeur se condense et que la pression atmosphérique externe fasse redescendre le piston. On laissait ensuite la vapeur remplir de nouveau le cylindre et le cycle se répétait (Voir machine de Thomas Newcomen). Ces machines avaient un fonctionnement lent et irrégulier mais qui convenait bien au pompage de l’eau des mines. Dans ce contexte, l’eau était la substance agissante qui convenait le mieux, en particulier du fait qu’elle se dilate jusqu’à environ 1 800 fois son volume d’origine, lorsqu’elle se transforme en vapeur.

##### Condenseur et haute pression ou la recherche du rendement optimal

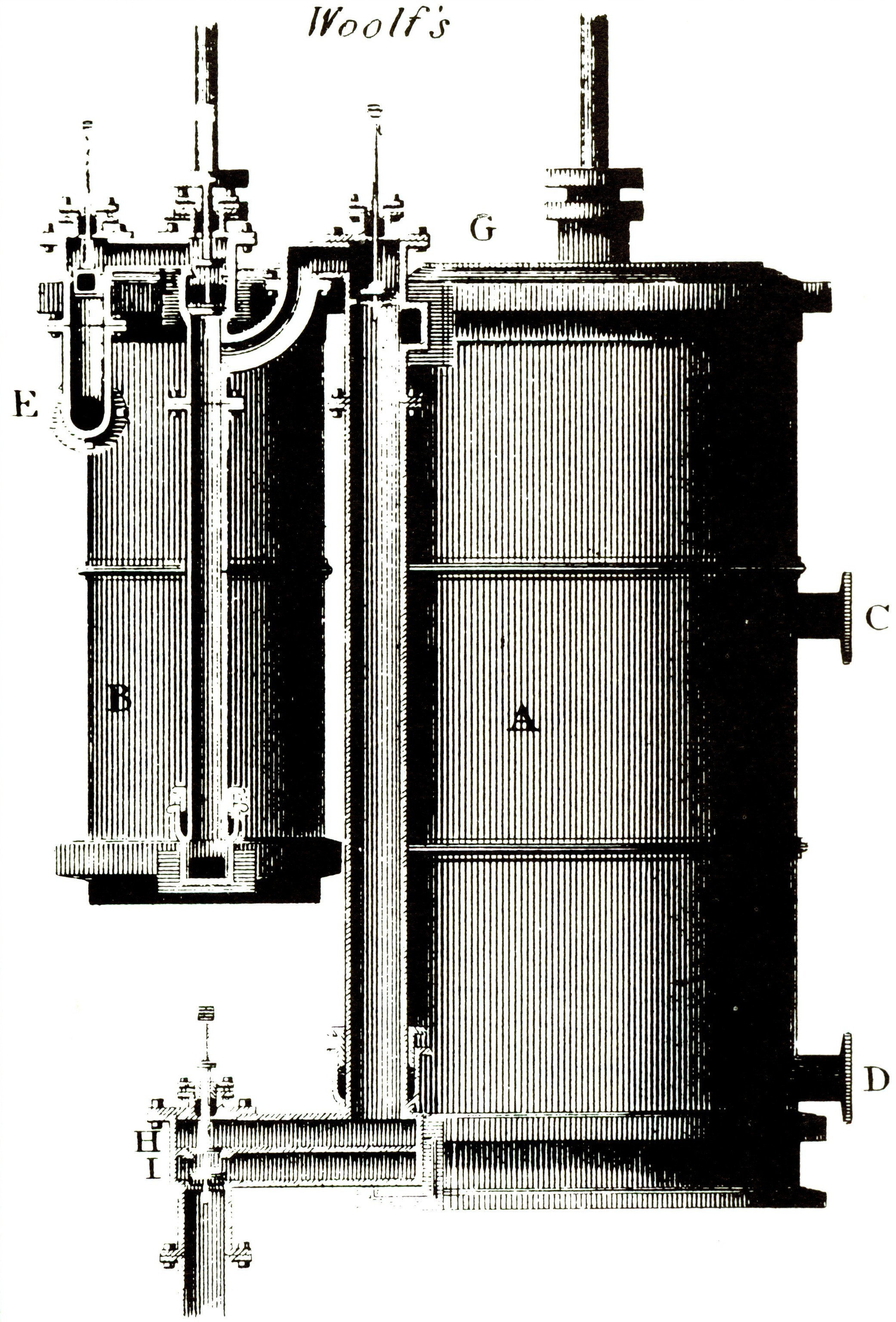
Dans le moteur de Woolf, la vapeur agit d’abord à haute pression dans le petit cylindre (B) puis elle agit par expansion jusqu’à une basse pression dans le grand cylindre (A).

Dans les années 1760, afin de supprimer le gaspillage de la chaleur lié au réchauffement et au refroidissement alternatif du cylindre, James Watt condensa la vapeur dans un cylindre froid séparé, ou condenseur, tandis que le cylindre principal était maintenu chaud en permanence. Par ailleurs, il utilisa de la vapeur chaude pour faire descendre le piston dans le cylindre, réduisant ainsi encore la perte de chaleur. Watt remarqua qu’une économie considérable pouvait être réalisée si on coupait l’arrivée de la vapeur avant que le piston ne se soit déplacé dans le cylindre : la vapeur enfermée continuerait à faire descendre le piston avec une pression légèrement décroissante. Lorsque la vapeur passerait dans le condenseur, il lui resterait un peu « d’élasticité » (de pression) : on parla alors d’action par expansion. Par ailleurs, James Watt ne crut jamais aux machines à haute pression qu’il considérait comme trop dangereuses pour une application au quotidien ; son influence était telle que ce type de machines ne se développa réellement qu’après sa disparition.
En 1805, un ingénieur de Cornouailles, Arthur Woolf breveta le moteur compound à haute pression utilisant deux cylindres successifs (double compound) pour réaliser l’expansion complète de la vapeur : ce principe a l’avantage de réduire l’amplitude du réchauffement et du refroidissement de chacun des cylindres et donc d’économiser du combustible pour gagner en performance. Jacob Perkins, ingénieur américain montra qu’il était possible de construire une machine à vapeur travaillant à des pressions proches de 35 atmosphères. Sadi Carnot apprécia ce travail mais fit remarquer que ce moteur avait le défaut de ne pas utiliser correctement le principe d’expansion de James Watt.

##### Monthly Engine Reporterou éphémérides de Sadi Carnot

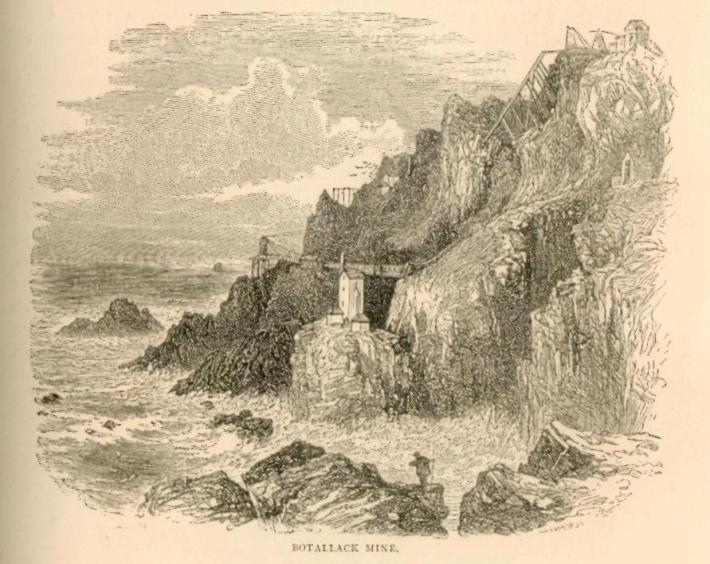
Mine de Cornouailles vers 1850.

Carnot, comme ses contemporains, était fortement impressionné par la supériorité industrielle de l’Angleterre sur la France, puissance qu’il attribuait à une large utilisation de la machine à vapeur. De 1811 à 1840, l’art de pomper l’eau des mines de Cornouailles fut rapporté régulièrement dans le Monthly Engine reporter publié par Thomas et John Lean et repris par des publications telles que les Annales de chimie et de physique. Ces relevés établissaient de façon certaine la supériorité des machines à haute pression. Au demeurant, dès 1820, la plupart des ingénieurs semblaient convaincus qu’il existât une limite déterminée à la quantité de travail qui pouvait être obtenue avec une quantité de chaleur donnée.
Ces données, véritables éphémérides, avaient l’avantage de traduire l’action des différentes machines de pompage de façon simple et directement en unités de travail (poids d’eau et hauteur à laquelle il était élevé). Sadi Carnot s’en inspira dans sa réflexion sur les principes de base des machines thermiques.

##### Vers un blocage technique dans l’évolution de la machine à vapeur

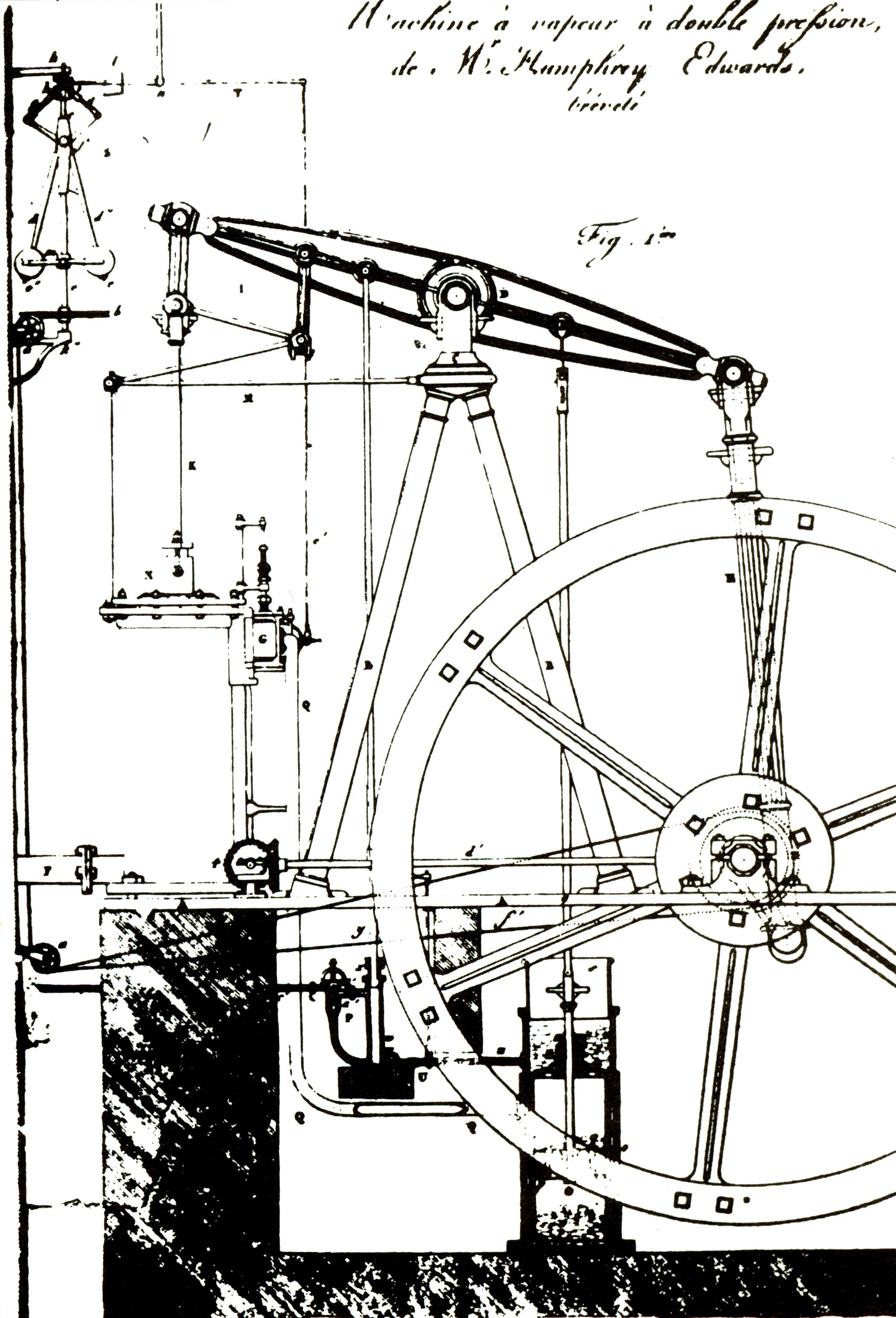
Moteur à double action de Humphrey Edwards qui introduisit le moteur Woolf à Paris en 1815.

Au début du XIXe siècle, la machine à vapeur a subi de tels perfectionnements que certains perçoivent déjà les limites de son amélioration. Un ingénieur du nom de A. R. Bouvier avait affirmé en 1816 que pour obtenir de nouvelles améliorations, il serait nécessaire de recourir aux mathématiques et à la physique et non pas seulement aux perfectionnements mécaniques.
À cette époque l’ingénieur écossais Ewart avait soutenu qu’une quantité de chaleur donnée pouvait, dans l’idéal, produire seulement une quantité de travail donnée.
Boerhaave avait remarqué quant à lui que le système formé par des corps portés à des températures différentes tendait à atteindre un équilibre thermique et qu’on ne voyait jamais un corps isolé se réchauffer spontanément.
Enfin, Joseph Fourier avait signalé en 1817 que la chaleur rayonnante devait obéir à une loi sinusoïdale d’émission. La démonstration par celui-ci que le refus de cette loi conduirait à admettre la possibilité du mouvement perpétuel, constituait probablement la première utilisation d’un raisonnement de ce genre hors de la mécanique galiléenne. Il faut remarquer que Sadi Carnot utilisa ce même raisonnement dans la seconde partie des Réflexions avec le théorème du rendement maximum.

### Publication

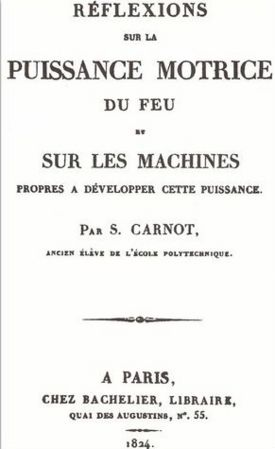
Première de couverture de l’ouvrage.

L’ouvrage, qui comporte 118 pages et cinq figures, fut publié à compte d’auteur par A-J-E Guiraudet Saint-Amé (X 1811) avec mention de la maison Bachelier et tiré à 600 exemplaires. Malgré la clarté incontestable du style, la série de raisonnements délicats exposés par l’auteur est difficile à suivre car celui-ci a délibérément renoncé dans le texte au langage algébrique, qu’il a relégué dans quelques notes de bas de page. Si l’auteur entend introduire des conceptions nouvelles, il emploie le vocabulaire des physiciens contemporains de son époque : loi, force mouvante et n’utilise pas les termes de cycles, adiabatique ou transformation réversible même s’il fait appel aux notions qu’ils désignent. Sur le fond, il est commode de distinguer quatre parties dans le livre de Sadi Carnot et si le texte ne comporte pas de division, l’auteur suit un plan très affirmé, tout en dissimulant ses transitions par de courtes phrases de liaison, selon les usages de la rhétorique de l’époque.

### Chaleur et puissance motrice

Une machine thermique (ici un moteur) est un système qui peut effectuer un nombre indéfini de cycles, échangeant, au cours d’un cycle, une quantité de chaleur Q_{1} avec une source chaude (, à la température T_{1}) et une quantité de chaleur Q_{2} avec source froide (à la température T_{2}), et un travail W avec le milieu extérieur.

La première partie contient un exposé philosophique du domaine couvert par la science de la chaleur, envisagée d’un point de vue entièrement nouveau : la chaleur en tant qu’agent moteur. Dans son livre, Carnot ne s’occupe pas de la nature de la chaleur ; il n’est pas non plus intéressé par le réchauffement et le refroidissement de différents corps, ni par les conditions dans lesquelles la chaleur est transmise, comme l’étaient Joseph Fourier et ses disciples. Il ne se soucie pas non plus des effets chimiques et physiologiques de la chaleur.
La chaleur l’intéresse en tant que cause des grands mouvements naturels qui se produisent sur terre, le système des vents, les courants océaniques… ; sous ce rapport, il exagère d’ailleurs son importance. Néanmoins Sadi Carnot est conscient, et semble avoir été le premier à faire cette remarque, que le rendement des meilleures et des plus puissantes machines à vapeur est dérisoire comparé aux énormes effets mécaniques produits par la chaleur dans le monde naturel.
Sadi Carnot est capable d’adopter un point de vue philosophique, en recourant à la fois à sa connaissance du fonctionnement des machines à vapeur et à ses compétences en météorologie ou en géophysique. Au vu des manuels de l’époque, il semble peu probable qu’un autre ingénieur aurait pu faire cette démarche, non plus qu’un physicien : le premier ne se serait pas intéressé à une généralisation aussi abstraite tandis que le second n’aurait pas été particulièrement intéressé par la puissance motrice. Seul, Lord Rumford, quelques années plus tôt, constatant un dégagement important de chaleur lors de l’alésage des canons, conclut que le travail peut être converti en chaleur et que ces deux notions procèdent de la même essence.
Cette partie préliminaire des Réflexions contient l’idée fondamentale que partout où il y a une différence de température, il existe la possibilité d’engendrer de la puissance motrice, idée qui joue un rôle central dans la thermodynamique. Et son corollaire n’est pas moins important : il est impossible de produire de la puissance motrice à moins qu’on ne dispose à la fois d’un corps froid et d’un corps chaud. Cela peut être considéré comme le premier énoncé de la deuxième loi de la thermodynamique également appelée principe de Carnot, même s’il revêt encore une forme imprécise.
Il est probable qu’à cette époque, Sadi Carnot était guidé par l’idée que les machines hydrauliques les plus efficaces étaient celles qui faisaient usage de la plus grande hauteur de chute d’eau : il y voyait une analogie, assortie de toutes les nuances qui font la différence avec une similitude stricte, entre cette hauteur et la différence des températures pour les moteurs thermiques. Pourtant, si l’étude des données publiées dans le Monthly Engine Reporter sur les performances des moteurs à haute pression ne confirmait pas ce raisonnement, son intuition était juste.

### Cycle idéal d’un moteur parfait

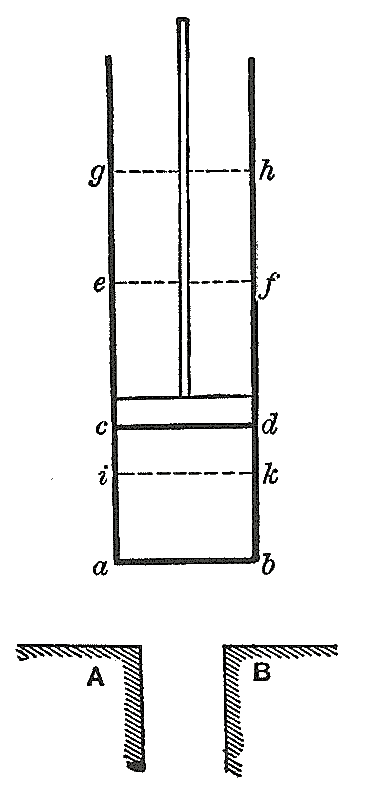
Figure illustrant le moteur de Carnot dans les Réflexions.

La seconde partie définit un moteur parfait et son cycle idéal de fonctionnement. Pour ce faire, il imagine une machine idéale, appelée couramment machine de Carnot, et pouvant échanger facilement de la chaleur alternativement avec un corps chaud et un corps froid (Figure 6). Dans son étude, le moteur thermique est strictement réduit à ses éléments essentiels :
- un cylindre fermé, empli d’une substance agissante qui peut être de la vapeur ou un gaz ;
- un piston mobile se déplaçant sans frottements ;
- un corps chaud qui représente l’équivalent du foyer d’un moteur à vapeur réel ;
- un corps froid, équivalent du condenseur.

Carnot confirme que c’est la différence de température entre le corps chaud et le corps froid, et non la différence de pression que subit la substance agissante, qui détermine le travail fourni par le moteur. Il semble qu’il soit redevable de cette idée importante à ses amis Clément et Desormes.
Le cycle idéal est soumis à cette condition : la substance qui agit dans le cylindre ne doit jamais être en contact avec un corps plus froid ou plus chaud qu’elle, afin qu’il n’y ait pas de flux de chaleur inutile. Il est intéressant de remarquer que cette condition correspond à celles que son père avait énoncées pour déterminer le rendement maximal des machines hydrauliques.
Tous les changements de températures doivent être causés par l’expansion ou la compression de la substance agissante. Comprimée au départ à haute pression, la substance agissante se dilate ensuite librement : elle pousse le piston et extrait de la chaleur au corps chaud avec lequel le cylindre est en contact (Figure 1). On éloigne alors le cylindre du corps chaud, et la substance continue à se dilater adiabatiquement, de sorte que sa température décroît jusqu’à être égale à celle du corps froid (Figure 2). Cette partie du cycle correspond à l’opération « par expansion » de la machine de James Watt ; mais c’est maintenant la température du corps froid et non la pression du condenseur qui marque le terme de l’expansion. Le cylindre est alors mis en contact avec le corps froid, et la substance agissante est comprimée, la chaleur en étant « expulsée » (Figure 3). Le cylindre est enfin séparé du corps froid ; et la compression se continue de telle sorte que la substance agissante est réchauffée adiabatiquement (Figure 4). Le cycle s’achève quand la substance agissante est ramenée à sa pression, son volume et sa température d’origine (Figure 5).
Le résultat net n’a été qu’un transfert de chaleur du corps chaud au corps froid et la production d’un travail externe ; la substance agissante est revenue à son état d’origine et il n’y a eu aucun gaspillage de chaleur.

Figure 1 : Détente isotherme en contact avec la source chaude à la température T1
Figure 2 : Détente adiabatique et abaissement à la température T2
Figure 3 : Compression isotherme en contact avec la source froide à la température T2
Figure 4 : Compression adiabatique et élévation à la température T1
Figure 5 : Détente isotherme en contact avec la source chaude et retour à la position initiale de la figure 1
Figure 6 : Principe de la machine de Carnot

### Réversibilité du cycle de Carnot

Diagramme du cycle de Carnot en fonction de la pression et du volume tel que le formula Benoît Paul Émile Clapeyron
- Phase 1 à 2 : Détente isotherme selon figure 1
- Phase 2 à 3 : Détente adiabatique selon figure 2
- Phase 3 à 4 : Compression isotherme selon figure 3
- Phase 4 à 1 : Compression adiabatique selon figure 4
Visualiser le cycle et la machine de Carnot.

Sadi Carnot fait remarquer que le cycle est exactement réversible : le moteur peut être actionné en sens inverse et le résultat net serait alors la consommation d’un travail égal à celui produit par le fonctionnement en sens direct et le transfert de la même quantité de chaleur, mais dans ce cas du corps froid au corps chaud. La réversibilité du cycle est possible parce qu’il n’y a de flux de chaleur inutile en aucun point du cycle. S'il existait un tel flux, le moteur ne serait pas réversible. Or le moteur réversible est celui qui donne le meilleur rendement possible et Carnot de conclure, comme conséquence de l’impossibilité du mouvement perpétuel, que la vapeur est au moins aussi satisfaisante que n’importe quelle autre substance agissante. Lorsqu’il affirma que cela était fondé en théorie, les ingénieurs de l’époque ne virent là qu’une confirmation abstraite de ce qu’ils avaient appris par la pratique.

### Applications à la physique des gaz
Dans la troisième partie, Sadi Carnot montre que le fait que tous les moteurs thermiques idéaux aient le même rendement, quel que soit le gaz ou la vapeur qu’on utilise, a des implications fondamentales pour la physique des gaz. Carnot démontre que tous les gaz qui se dilatent ou qui sont comprimés d’une pression et d’un volume à une autre pression et à un autre volume à température constante, absorbent ou bien dégagent la même quantité de chaleur. Il peut aussi déduire des rapports entre les chaleurs spécifiques des gaz, c’est-à-dire la chaleur spécifique à pression constante et la chaleur spécifique à volume constant. Dans une note en bas de page, qui fut négligée par les premiers commentateurs, il laisse entendre que le rendement d’un moteur thermique idéal pourrait servir de base à une échelle absolue des températures.

### Intuition du moteur à air

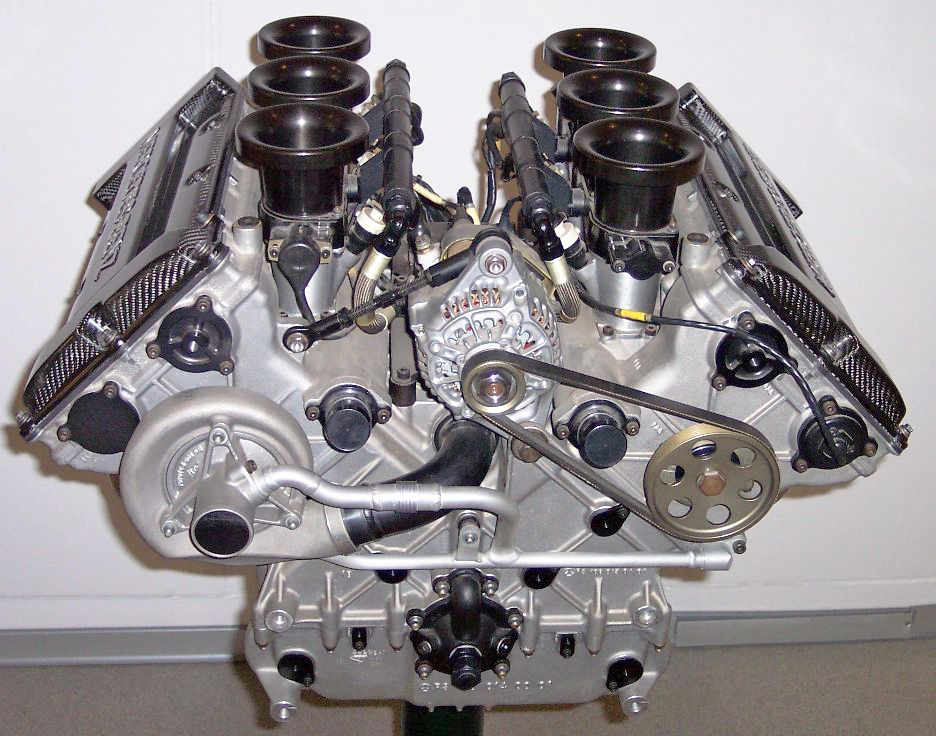
Moteur à combustion interne V6 d’automobile.

Dans la dernière partie du livre, Sadi Carnot constate que la supériorité des moteurs à vapeur à haute pression est incontestable parce qu’ils font usage d’une plus grande chute de température que les moteurs à basse pression. Carnot reconnaît que le grand avantage de l’eau en tant que source de vapeur, le fait qu’elle se dilate énormément dans un intervalle de températures très peu étendu, a précisément rendu possible la réalisation du moteur à vapeur primitif. Pourtant, il arrive à la conclusion remarquable que cet avantage ferait que l’eau conviendrait moins bien au moteur thermique du futur. En effet l’augmentation énorme de pression pour de très petites élévations de températures au-dessus de 100 °C rend quasiment impossible un fonctionnement sur la gamme entière des températures, depuis celle de la combustion du charbon jusqu’à celle de la condensation de l’eau froide.
En conséquence, Sadi Carnot prévoit que, lorsque divers problèmes techniques concernant la lubrification et la combustion auront été résolus, le moteur le plus performant sera probablement le moteur à air.

### Réception de l’ouvrage
L’ouvrage reçut un accueil honorable, y compris à l’Académie des sciences auprès de laquelle Pierre-Simon Girard, directeur d’une revue scientifique, présenta les travaux de Carnot à la séance du 14 juin 1824, complétés par un compte rendu analytique, sous forme orale, à ses confrères en date du 26 juillet. Il est manifeste qu’une présentation à l’académie sous forme d’un mémoire aurait sans doute permis d’attirer davantage l’attention de la communauté scientifique sur les travaux de Sadi Carnot, avec comme suite normale une publication dans le Recueil des Savants étrangers. Ainsi, ni « la grande science » française représentée par l’Institut de France, ni l'École polytechnique ne réagirent vraiment à la sortie de l’ouvrage de Carnot, faute d’en réaliser pleinement la portée. De son côté Carnot, qui n’avait semble-t-il pas le sens de la publicité, a omis d’adresser un exemplaire à la bibliothèque de l’École des mines et à celle de l’École des ponts et chaussées, se privant ainsi d’un auditoire de choix, de même qu’il n’en a pas adressé pour compte rendu aux Annales de chimie et de physique ni aux Annales des mines. De plus, il faut remarquer que, malgré un tirage limité, certains invendus ont été retrouvés non coupés.
Du côté des ingénieurs, seul l’académicien Pierre-Simon Girard fit un compte rendu élogieux. À la parution des Réflexions, les ingénieurs avaient déjà appris par expérience que la vapeur était au moins aussi satisfaisante que n’importe quelle autre substance agissante. Lorsque Carnot affirma que cela était fondé en théorie, on ne vit là qu’une confirmation abstraite.

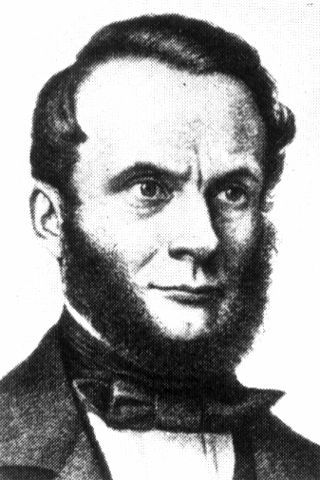
Rudolf Clausius.

Par ailleurs les explications qu’il donna du rendement supérieur des moteurs à vapeur à haute pression étaient fondées sur les données publiées dans le Monthly Engine Reporter et sur les performances des moteurs Woolf, fonctionnant par expansion à haute pression, et qui furent construits en France par Humphrey Edwards. Cependant, ces performances étaient sans doute plus liées à une somme de perfectionnements de détail qu’à un réel avantage thermodynamique. Ce n’est donc pas à juste titre que Sadi Carnot invoquait la supériorité des moteurs à vapeur à haute pression pour étayer ses théories fondamentales.
À l’exception de Nicolas Clément-Desormes qui, comme le montre une conférence donnée le 25 janvier 1825, recommande à ses auditeurs de lire l’ouvrage, les physiciens et autres scientifiques, quant à eux, étaient sans doute déroutés par des raisonnements fondamentaux basés sur les principes de la machine à vapeur.
Il faut attendre 1834 pour qu’Émile Clapeyron publie un article dans le Journal de l’École polytechnique montrant comment les idées de Sadi Carnot pouvaient être exprimées mathématiquement tout en soulignant leur valeur explicative, et ce n’est qu’avec la réédition des Réflexions par ce même auteur, complétée de ses commentaires, que Sadi Carnot commença à influencer progressivement le corps scientifique.
C’est par ce biais que William Thomson eut connaissance en 1851 du travail de Carnot. Dans une longue série d’articles, Thomson et Rudolf Clausius, dès 1850, posèrent comme fondement de base de la thermodynamique le principe de la conservation de l'énergie (et non plus du calorique).
Pour reconnaître l’apport de Rudolf Clausius, le principe de Carnot prit le nom de principe de Carnot-Clausius. Ce principe permet de déterminer le rendement maximal d’une machine thermique en fonction des températures de sa source chaude et de sa source froide, rendement qui oscille entre 8 % et 30 % selon la conception des machines.

## Le doute ou les ingrédients d’une tragédie
Une question demeure : pourquoi Sadi Carnot ne fit-il rien paraître entre les huit années qui séparèrent la publication des Réflexions de la date de sa mort ? Même si plusieurs explications peuvent être avancées, la raison la plus probable est qu’il n’avait plus confiance dans ses théories et qu’il se serait trouvé incapable de fonder une nouvelle théorie de la chaleur. Avec le calorique, Sadi Carnot se trouvait face à un des obstacles épistémologiques les plus difficiles à surmonter et cher à Gaston Bachelard : le substantialisme, c’est-à-dire l’explication monotone des propriétés physiques par la substance.
Parmi ses écrits posthumes, un manuscrit intitulé Recherche d’une formule propre à représenter la puissance motrice de la vapeur d’eau, rédigé entre novembre 1819 et mars 1827 mais probablement après les Réflexions, fut conservé. Dans celui-ci, il ébauchait la première loi de la thermodynamique, en tentant de préciser le lien entre travail et chaleur. Cette note fut finalement publiée en 1878, c’est-à-dire trop tardivement pour pouvoir influer sur le développement de la science, par Hippolyte Carnot, dans un volume édité en hommage à son frère dans lequel il inséra une « Notice biographique sur Sadi Carnot ». C’est sans doute au printemps 1832 que Sadi découvre le principe de l’équivalence et qu’il reprend, dans de brèves notes, les conclusions d’un long mémoire, qui fut finalement détruit par Hippolyte. Ces notes, publiées également en 1878, indiquent qu’il avait alors renoncé à la théorie du calorique qui imprégnait encore son essai de 1824, et au sujet de laquelle il avait déjà émis des doutes dans les Réflexions. Il semble qu’il avait admis que la chaleur n’est rien de plus que de la puissance motrice (nous dirions aujourd’hui de l’énergie), proposant avec dix ans d’avance sur Julius Robert von Mayer une valeur numérique de l’équivalent mécanique de la chaleur à 2 % près et obtenue semble-t-il avec plus de rigueur scientifique.

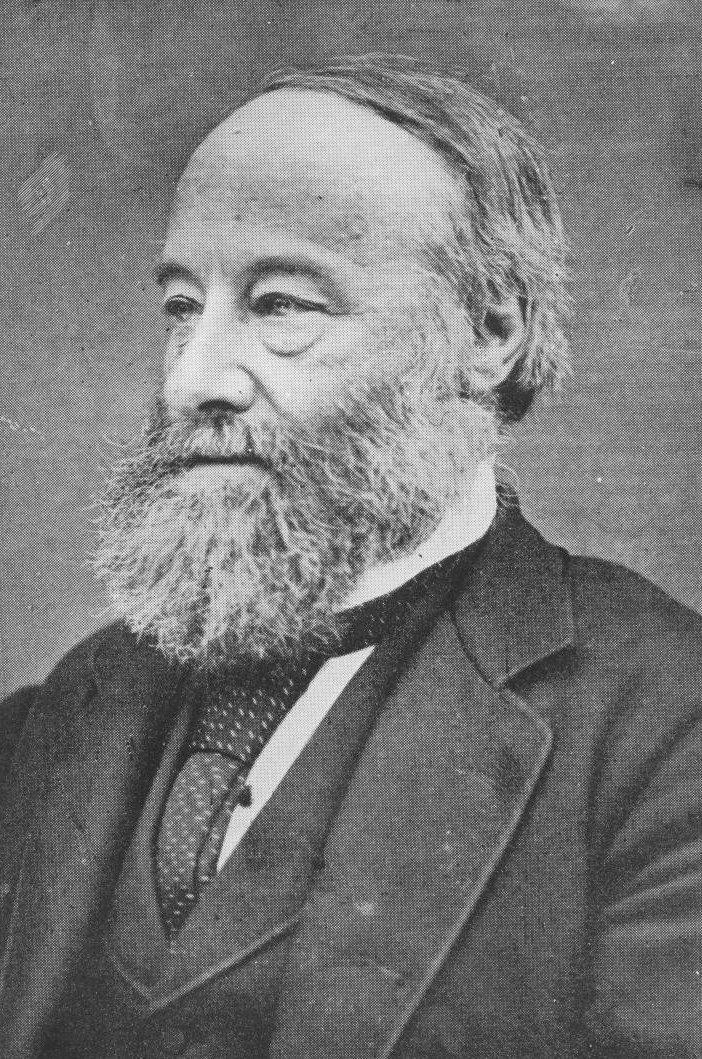
James Prescott Joule.

Pour valider ses avancées, il avait esquissé des expériences détaillées, que nous dirions aujourd’hui à enthalpie constante, et semblables à celles de Benjamin Thompson. Mais à la différence de celui-ci, il avait l’intention de mesurer le travail fourni et la chaleur produite, tout en faisant varier les matériaux utilisés. Dans ce sens, il espérait fermement trouver un équivalent mécanique constant de la chaleur et qui aurait eu la même valeur pour toutes les expériences. Il envisageait aussi des mesures utilisant des gaz et des liquides pour calculer l’équivalent mécanique de la chaleur.
Il est difficile de savoir s’il aurait pu effectuer ces expériences de façon satisfaisante. L’histoire de la thermodynamique avait encore à courir avant de parvenir à la théorie, de sorte qu’on ne peut guère sous-estimer les difficultés qu’il aurait dû surmonter.
Il aurait aussi fallu convaincre en particulier le grand corps des chimistes et tous ceux qui faisaient des recherches sur l’électricité : tous étaient profondément attachés à la théorie du calorique. Enfin, il faut attendre James Prescott Joule pour voir la théorie dynamique de la chaleur enfin formulée. Sept ans séparent encore sa première publication (1843) et la publication de Rudolf Clausius qui mettait en accord la théorie dynamique de la chaleur (Joule) et les théories de Sadi Carnot.
Finalement, il est regrettable mais malheureusement probable que Sadi Carnot soit mort en croyant qu’il avait échoué alors qu’il fonda tout simplement une branche de la science vaste et fondamentale, aux structures complexes, la thermodynamique, qui relie la physique, la chimie, la biologie et même la cosmologie.

## Place dans l’histoire des sciences

### Influence de l’œuvre de Lazare Carnot sur celle de son fils

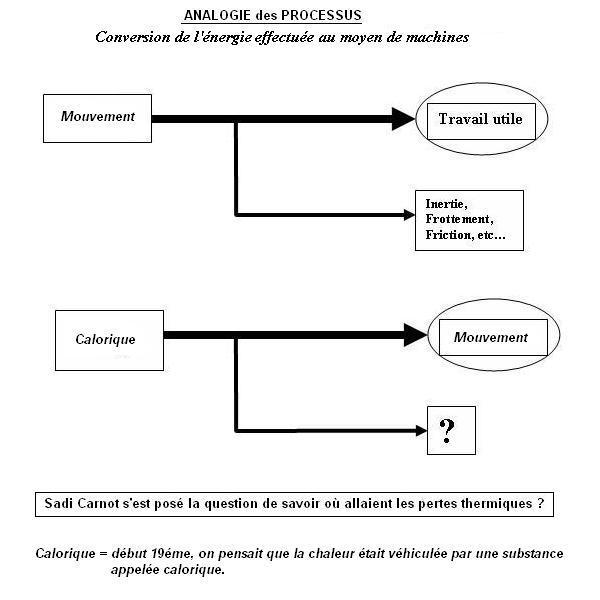
Analogie des processus.

Pour l’historien des sciences, plusieurs questions se posent quant à la relation qu’entretiennent les œuvres des deux ingénieurs : 
1. Comment se fait-il que Lazare ainsi que Sadi, aient énoncé certaines propositions qui, une génération plus tard, devaient devenir fondamentales dans la physique de l’énergie, tandis que leurs contemporains n’en avaient pas remarqué l’intérêt ? Chez Sadi, il s’agit de la relation symbolisée par l’expression {\displaystyle (T2-T1)/T2\,} pour la puissance motrice d’une machine à feu idéale. Chez Lazare, il s’agit du principe de la continuité dans la transmission de la puissance mécanique, principe déduit de l’équivalence de la force vive {\displaystyle (MV^{2})\,} et du moment d’activité ou travail {\displaystyle (MGH)\,} dans un système de corps dont le mouvement change par degrés insensibles ;
2. L’idée de processus réversible chez Sadi représente-t-elle l’application à l’analyse des machines à feu de la théorie des mouvements géométriques développés par son père ?
3. Enfin, existe-t-il une méthode originale imaginée par Lazare pour sa « science des machines », méthode que Sadi aurait appliquée aux machines à feu ?

### Œuvre de synthèse
Pour D.S.L Cardwell, le livre de Sadi Carnot, quoique beaucoup moins connu que De revolutionibus orbium coelestium de Copernic, a une importance comparable dans l’histoire de la science moderne car il a permis, fait particulièrement rare, de poser les bases d’une discipline entièrement nouvelle : la thermodynamique.
Pourtant l’œuvre de Carnot possède une dimension originale. Copernic travaillait dans une discipline clairement définie et reconnue ; il pouvait s’appuyer sur un héritage fait de réflexions et d’observations accumulées pendant deux millénaires (les éphémérides). Sadi Carnot, quant à lui, a dû faire œuvre de synthèse entre différentes disciplines scientifiques et techniques. Pour cela il a fallu sélectionner les données à étudier, construire des théories à partir de concepts, lois et principes tirés des sciences de la chaleur et de la mécanique, qui étaient encore séparées, de technologies en plein développement comme la vapeur ou déjà plus établies comme l’hydraulique, mais qui étaient également encore sans lien entre elles. Par ailleurs, lui seul voyait en 1824 le besoin de cette science nouvelle, à la fois pour ses applications pratiques mais aussi pour des raisons plus fondamentales.

### Révolution carnotienne

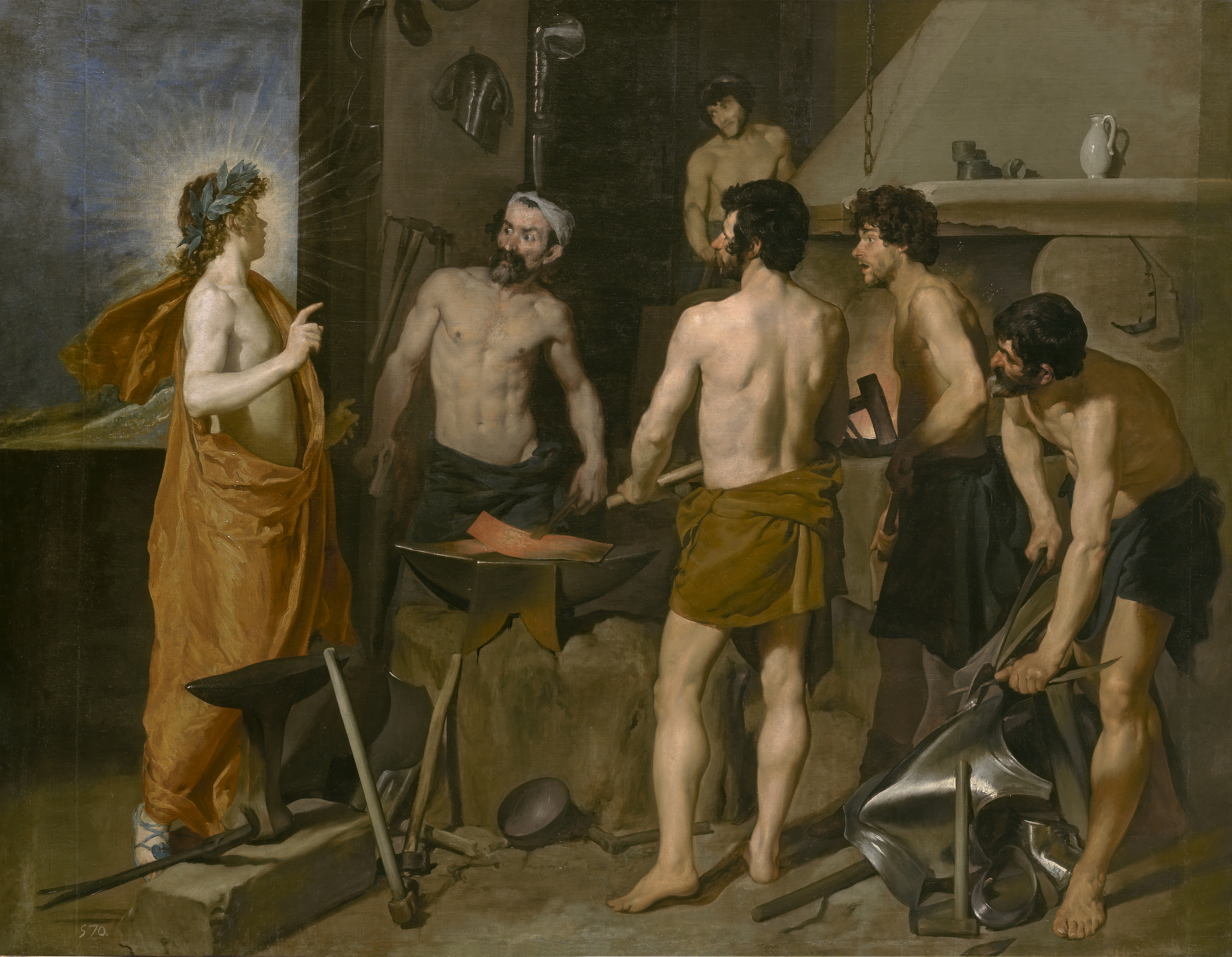
La Forge de Vulcain de Diego Vélasquez.
Vulcain est le dieu du feu mais aussi le plus laborieux et le plus industrieux de tous les habitants de l’Olympe.

Du point de vue historique, les travaux de Sadi Carnot sont concomitants de ce que Jacques Grinevald appelle la Révolution carnotienne, qui fait basculer dans une société thermo-industrielle avec l’utilisation massive de l’énergie fossile (charbon puis pétrole). Désormais la puissance du feu permet l’avènement d’une machine nouvelle, construite autour d’un moteur, et qui constitue une bifurcation dans l’histoire de l’outil. Elle permet l’éviction de la force motrice de l’homme, de l’animal, des éléments naturels habituels comme le vent et l’eau pour donner sens à la vieille représentation collective des créatures animées qui va d’Héphaïstos au fantôme électrique d’Hadaly. Parallèlement cette puissance motrice du feu va distendre le lien millénaire entre technique et milieu géographique immédiat, avec le développement sans précédent des réseaux et des flux et la concentration géographique des équipements qui devient possible par la délocalisation de cette puissance.

### Bilan et postérité
Sadi Carnot a découvert les deux lois sur lesquelles repose toute la science de l’énergie malgré des obstacles qui paraissaient insurmontables. Il a donné une mesure de la puissance exceptionnelle de son intuition en énonçant ses lois quand les faits étaient en nombre insuffisant, leur précision grossière et surtout quand les progrès de la science naissante étaient freinés par la théorie erronée du calorique indestructible.
Il a intuitivement vu que la machine à vapeur ressemblait au vieux moulin à eau, qui produit de l’énergie en faisant tomber de l’eau d’un niveau élevé à un niveau plus bas, qu’elle produit de l’énergie en faisant tomber de la chaleur de la température élevée de la chaudière à celle plus basse du condenseur. Il a senti que cette différence de température était un phénomène clair, mais que la chute de la chaleur elle-même l’était beaucoup moins, et il a eu soin dans sa loi de faire jouer le rôle essentiel à la chute de température. Nous dirions aujourd’hui qu’il a deviné qu’il y avait une différence entre la chaleur-forme d’énergie et la chaleur-tombant comme l’eau du moulin. Nous savons qu’il a fallu 40 ans après son livre pour définir l’entropie à partir de la quantité de chaleur comme étant l’équivalent de l’eau du moulin et nous admirons qu’il ait évité ce problème délicat et finalement rejeté le premier la théorie du calorique.
Avec sa portée universelle, son œuvre constitue probablement un cas unique dans l’histoire de la science moderne et, en ce sens, Nicolas Léonard Sadi Carnot fut certainement l’un des penseurs les plus pénétrants et les plus originaux que notre civilisation ait produits.
Pour certains, il restera « un météore dans l’histoire des sciences », une figure singulière pour qui « avec une feuille de papier, une plume de crayon et un esprit, avoir créé la base d’une nouvelle science, relève d’un esprit tout à fait admirable ». « La mort des grands hommes laisse autant de regrets que d’espoirs inédits ».
En 1970, l'Union astronomique internationale a donné le nom du physicien français au cratère lunaire Carnot et plus tard l'astéroïde (12289) Carnot.
La méthode Carnot, une procédure d'allocation exergétique pour évaluer les produits de cogénération et calculer la valeur physique de la puissance motrice de la chaleur, porte son nom.
En 2006, le label Carnot a été créé en France pour développer l'interface entre recherche publique et acteurs socio-économiques en réponse à leurs besoins : cette dédicace salue ce qu'a apporté Sadi Carnot à la physique fondamentale en explorant une question très appliquée.